# Machi (xamã)

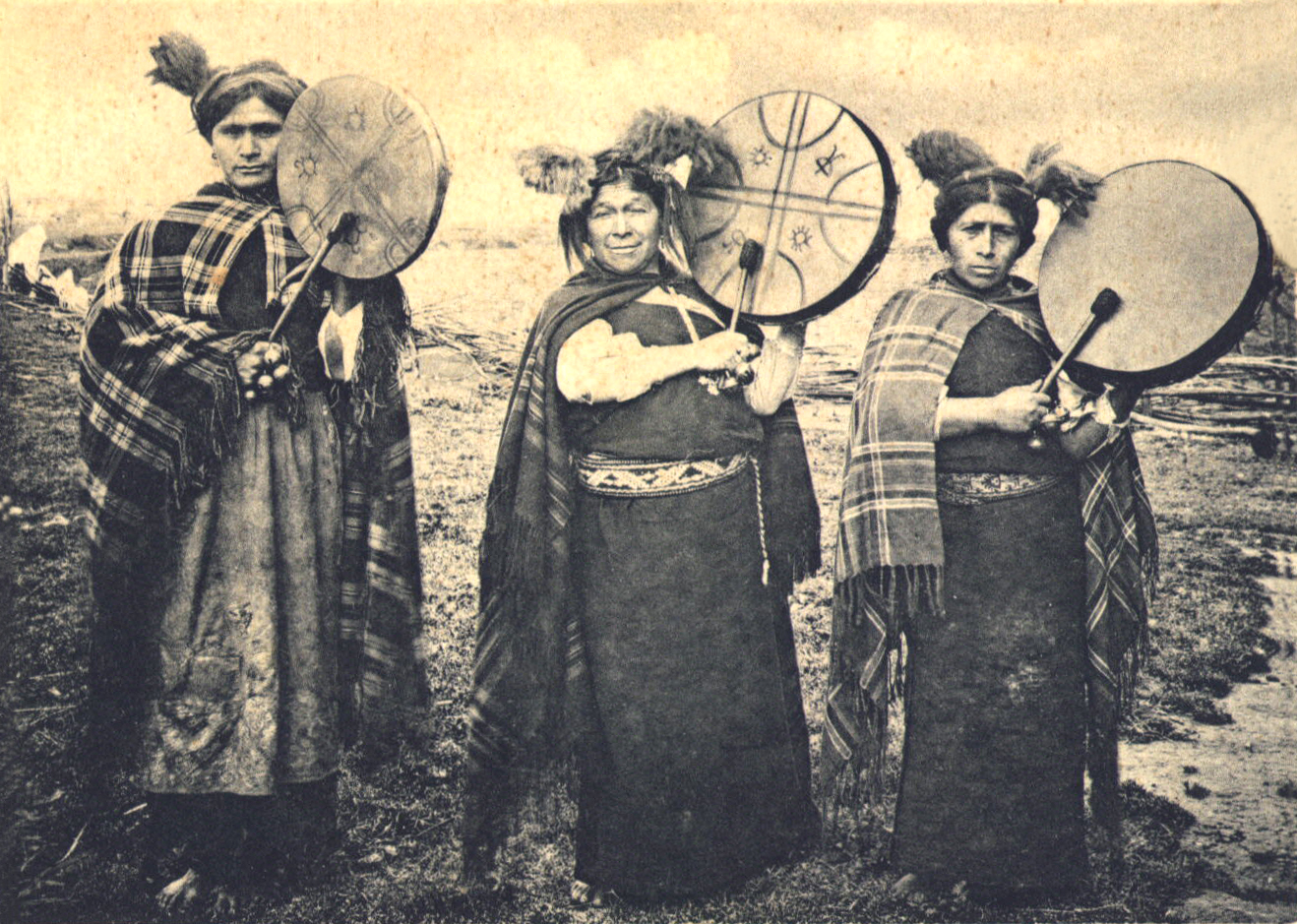
Machis tocando o "kultrun". Fotografia de 1900.

Machi é o nome dado à pessoa que tem a função de autoridade religiosa, conselheira e protetora do povo mapuche. Nos dias de hoje, é proporcionalmente reduzido o número de homens que assumem a função de Machi, sendo o cargo quase sempre ocupado por uma mulher mapuche. Suas cerimônias recebem o nome de machitún ou de nguillatún.